# 萨曼·戈多斯
赛义德·萨曼·戈多斯（波斯語：سید سامان قدوس；1993年9月6日—），是一名出生于瑞典的伊朗职业足球运动员，司职进攻中场。現效力于阿聯酋職業足球聯賽俱乐部卡爾巴。伊朗国家足球队成員。

## 荣誉

### 俱乐部
厄斯特松德
- 瑞典盃冠军：2016-17

賓福特
- 英格蘭足球冠軍聯賽附加賽冠军 : 2021[4]